# Пашуля Петро Лук'янович
Петро́ Лук'я́нович Пашу́ля (*3 жовтня 1931, Ішим — † 9 вересня 2015, Львів) — кандидат технічних наук, професор кафедри додрукарських процесів Української академії друкарства, заслужений працівник народної освіти України.

## Життєпис
Народився 1931 року у місті Ішимі Тюменської області РРФСР у родині робітника. 1935 року сім'я переїздить у Ставропольський край, а у 1940 році — в Рівненську область, де народився батько Петра.
Після закінчення середньої школи 1950 року поступив на інженерно-технологічний факультет Українського поліграфічного інституту (УПІ) ім. Івана Федорова (тепер Українська академія друкарства), який закінчив 1955 року.

## Наукова та викладацька діяльність
Після закінчення інституту працював у УкрНДІ поліграфічної промисловості: молодшим (1955—1958), потім старшим науковим співробітником, завідувачем лабораторії та відділом (1958—1963), заступником директора з наукової роботи (1963—1977).
1963 року в Московському поліграфічному інституті захистив дисертаційну роботу «Исследование защиты печатающих элементов при эмульсионном травлении печатных форм из магниевых сплавов» на здобуття наукового ступеня кандидата технічних наук.
1966 року ВАК затвердив його в ученому званні старшого наукового співробітника за спеціальністю «Технологія поліграфічного виробництва».
1977 року перейшов на роботу в УПІ старшим викладачем кафедри технології поліграфічного виробництва.
1980 року його обрано на посаду доцента, а 1982 року ВАК затвердив П. Л. Пашулю у вченому званні доцента по кафедрі технології виготовлення друкарських форм.
1993 року обрано на посаду професора кафедри, а 1998 року ВАК затвердив його у вченому званні професора по кафедрі технології друкарських процесів.

## Творчий доробок
Професор Пашуля автор та співавтор більше 200 наукових та навчально-методичних публікацій, серед яких 15 авторських свідоцтв та патентів на винаходи, книги «Эмульсионное травление типографических печатных форм на магнии» (Москва: Книга, 1965), «Основи метрології, стандартизації і сертифікації.Якість у поліграфії» (Київ: Інститут змісту і методів навчання, 1997), «Технологія формних процесів» (Львів: Афіша, 2002), «Стандарти у поліграфії» (Київ: Університет «Україна», 2004).
Під його керівництвом Г. С. Дубков, А. П. Грабаровська, Л. І. Козак, В. Д. Назаров і Р. В. Гордєєв виконали та захистили дисертаційні роботи на здобуття наукового ступеня кандидата технічних наук.
Талановитий вчений, мудрий педагог і світла людина. Тяжке і складне життя прожив Петро Лук'янович, але завжди був добрим до людей і показував приклад високого професіоналізму. Він жив роботою і не уявляв свого життя без праці. Сотні випускників-поліграфістів згадують його науку.

## Нагороди та відзнаки
Нагороджений орденом:
- Орден Трудового Червоного Прапора,
- Медаль «За доблесну працю. В ознаменування 100-річчя з дня народження Володимира Ілліча Леніна».

Інші відзнаки:
- Почесна грамота Президії Верховної Ради України,
- звання «Заслужений працівник народної освіти України»